# 希拉瞳麗魚
希拉瞳麗魚，為輻鰭魚綱鱸形目隆頭魚亞目慈鯛科的其中一種，分布於非洲馬拉威湖流域，體長可達27公分，棲息在沙石底質水域，生活習性不明，可作為觀賞魚。